# Amapala
Amapala és un municipi en el departament de Valle a la república d'Hondures.

## Ubicació geogràfica
Amapala, està format per l'illa del Tigre i els seus illots satèl·lits i roques al Golf de Fonseca. Té una superfície de 75,2 km² i una població de 9,687 habitants segons el cens de 2001 (de 4 persones que vivien a l'Illa Comandante), gràcies a un profund canal natural, i malgrat que manquen d'una infraestructura moderna, Amapala ha estat durant molts anys el principal port d'Hondures en el Golf de Fonseca i Oceà Pacífic.

## Història
El seu nom es deu al fet que al segle xvi operava a l'illa un grup de pirates comandats pel pirata Francis Drake, ell i els seus homes eren considerats pels habitants de la zona com a feres salvatges i sanguinaris, per la qual cosa van anomenar a l'illa "Cerro del Tigre".
El nom Amapala deriva del náhuatl i significa "prop dels amates", no obstant això hi ha una altra versió que assegura que prové dels vocables "ama" (blat de moro) i "palha" (turó) del dialecte de Goajiquiro i, per tant, significaria "turó del blat de moro".
A partir de finals de 1800, Amapala va ser gradualment substituïda pel port de San Lorenzo en el continent. Amapala va ser capital d'Hondures el 26 d'agost de 1876, quan prengué possessió provisional del govern el Doctor Marco Aurelio Soto. Una descripció de la ciutat i Illa d'Amapala el 1881 es pot trobar en el llibre A Lady's Ride Across escrit per Mary Lester (àlies Mary Soltera); a la fi de 1890 es va destinar l'illa a ser la capital de la República d'Amèrica Central.

## Galeria

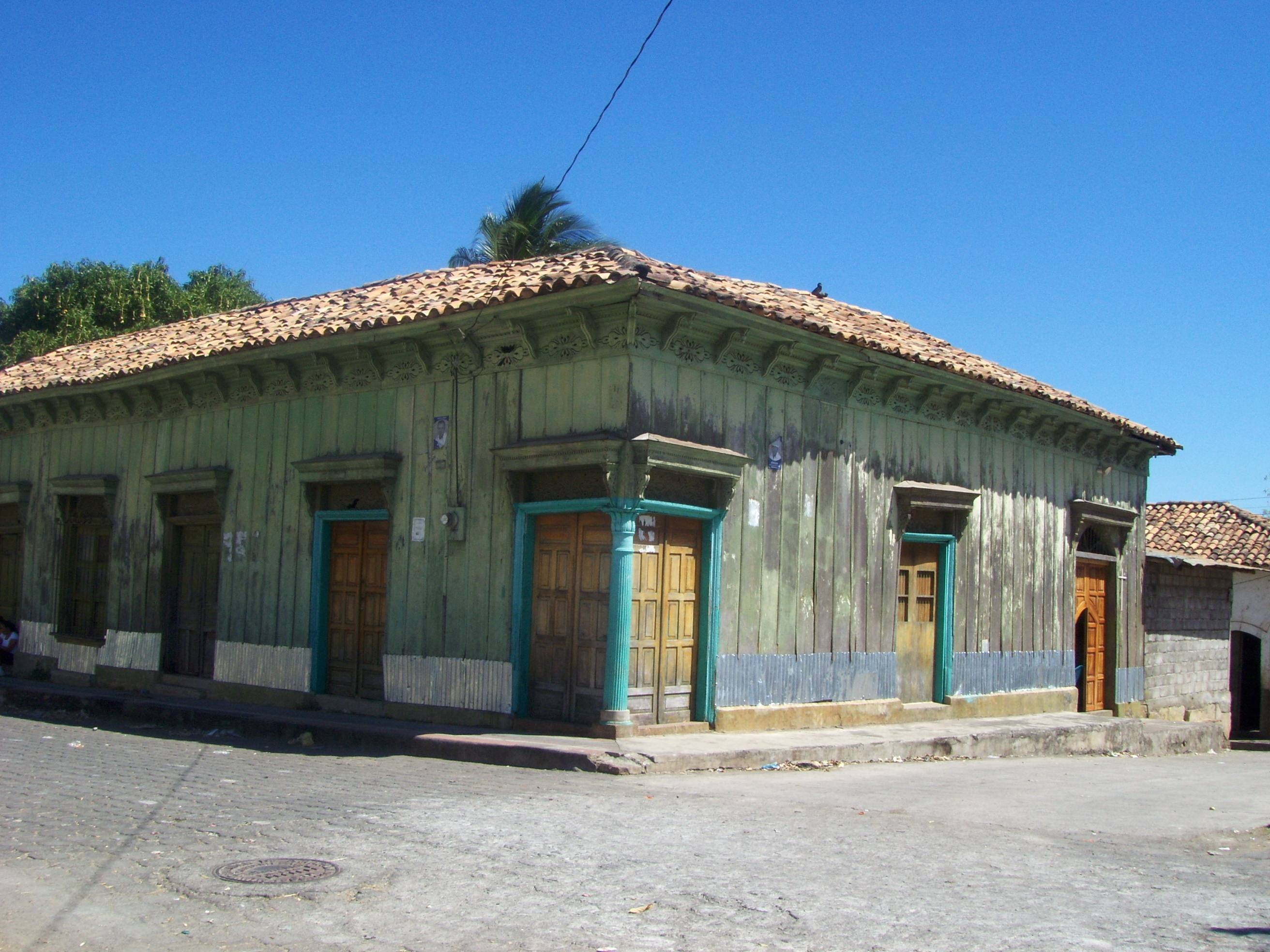
La cantonada de la plaça d'Amapala
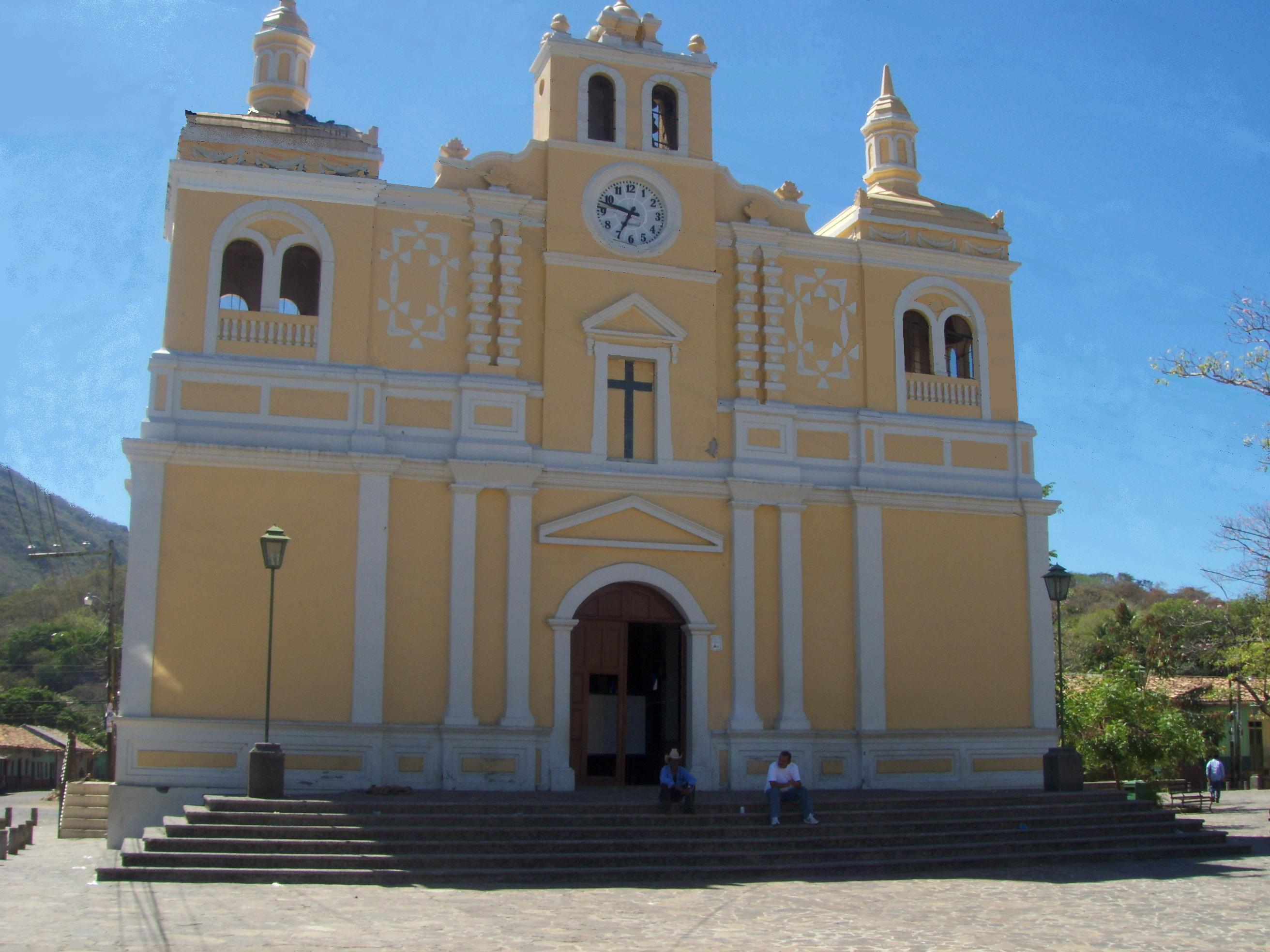
Catedral d'Amapala
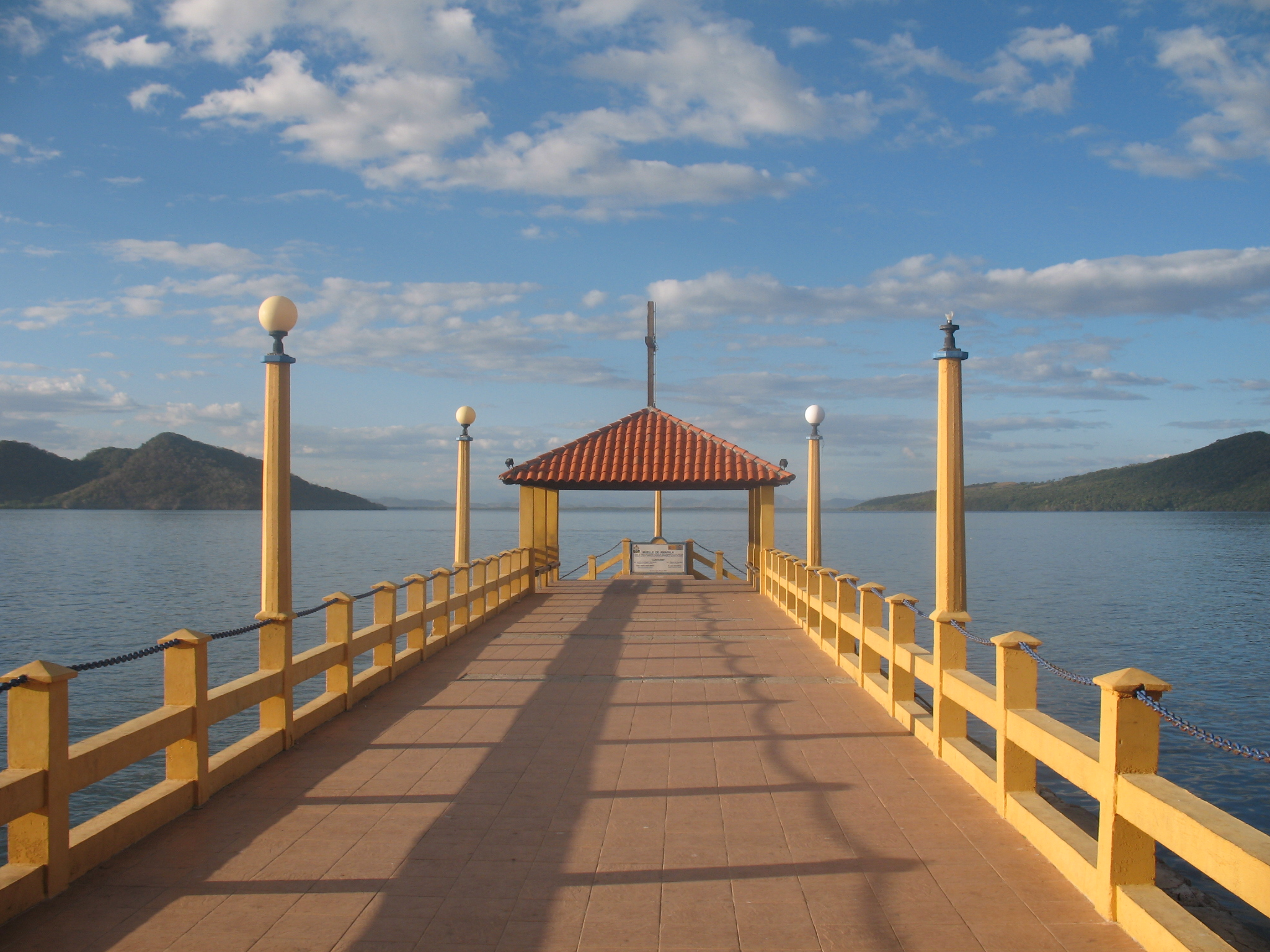
Port d'Amapala
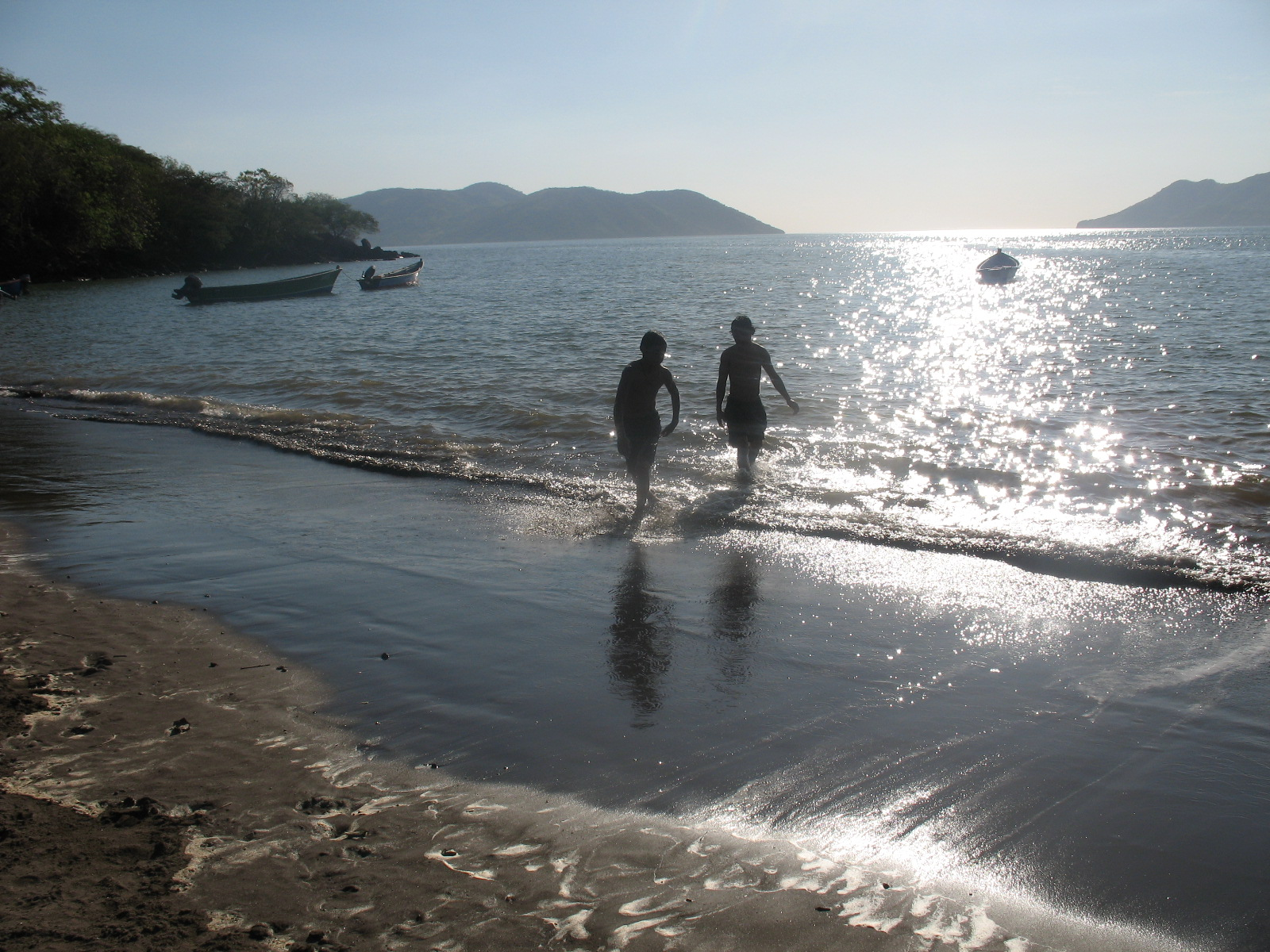
Nens en Amapala